# Tigava
Tigava (łac. Diocesis Tigavitanus) – stolica historycznej diecezji w Cesarstwie Rzymskim, w prowincji Mauretania Cezarejska. Ruiny tego starożytnego miasta znajdują się w pobliżu El-Kherba w Algierii. Obecnie katolickie biskupstwo tytularne. 

## Biskupi
| Lp. | Biskup                        | Funkcja                                                      | Od               | Do               |
| --- | ----------------------------- | ------------------------------------------------------------ | ---------------- | ---------------- |
| 1   | Basile Octave Tanghe OFM Cap. | wikariusz apostolski Ubanghi Belgijskiego (Kongo Belgijskie) | 28 stycznia 1935 | 13 grudnia 1947  |
| 2   | Alphonse Bossart              | wikariusz apostolski Ipamu (Kongo Belgijskie)                | 12 lutego 1948   | 3 marca 1963     |
| 3   | John Louis Morkovsky          | biskup koadiutor Galveston-Houston (USA)                     | 16 kwietnia 1963 | 22 kwietnia 1975 |
| 4   | Bernhard Rieger               | biskup pomocniczy Rottenburga-Stuttgartu (Niemcy)            | 20 grudnia 1984  | 10 kwietnia 2013 |
| 5   | Leomar Antônio Brustolin      | biskup pomocniczy Porto Alegre (Brazylia)                    | 7 stycznia 2015  | 2 czerwca 2021   |
| 6   | Cristián Castro Toovey        | biskup pomocniczy Santiago (Chile)                           | 22 czerwca 2021  | 23 marca 2024    |
| 7   | Hiansen Vieira Franco         | biskup pomocniczy Rio de Janeiro (Brazylia)                  | 25 lutego 2025   |                  |